# Olympische Sommerspiele 1932/Leichtathletik – 4 × 100 m (Frauen)

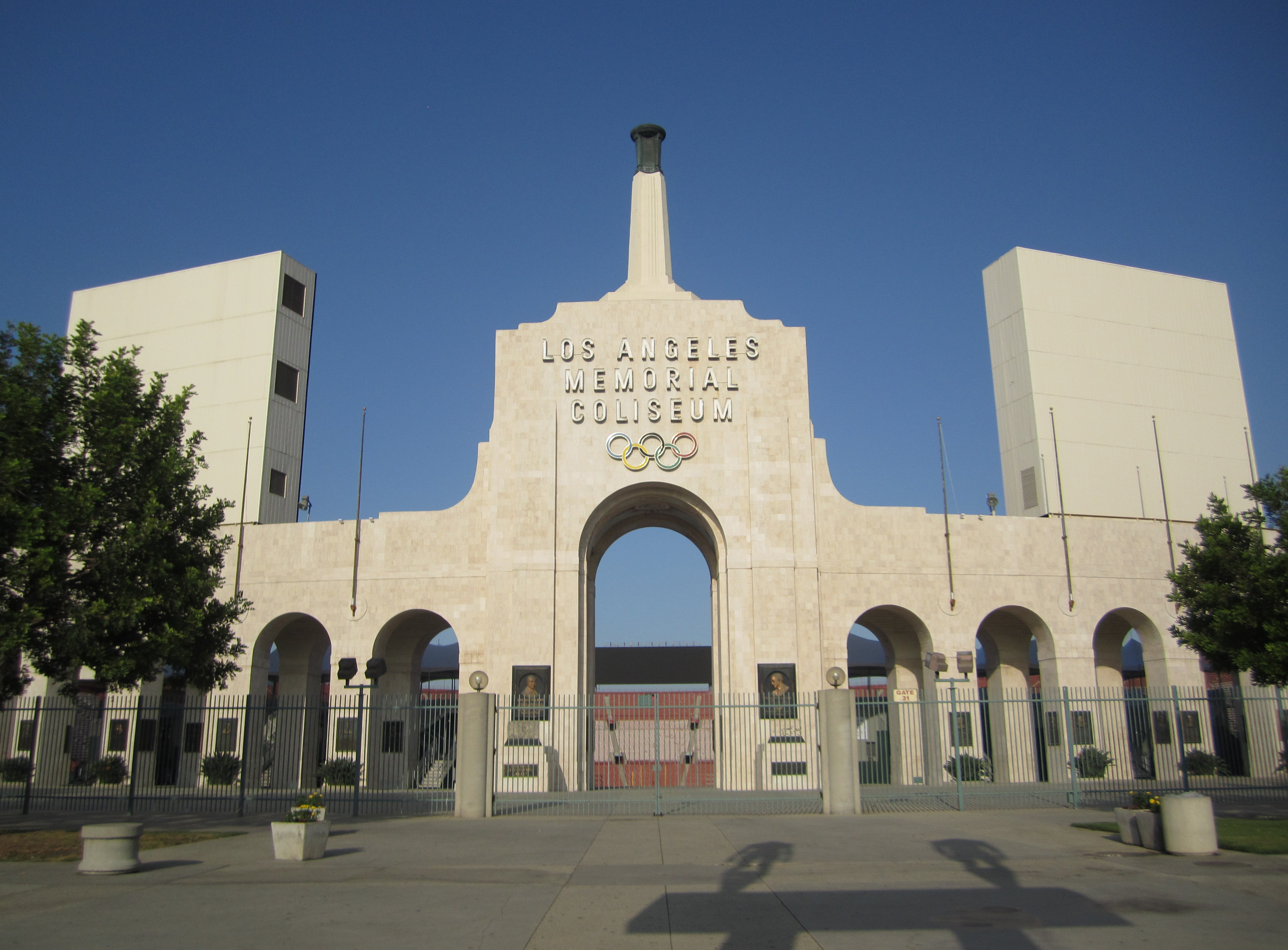
Eingang zum Los Angeles Memorial Coliseum

Die 4-mal-100-Meter-Staffel der Frauen bei den Olympischen Spielen 1932 in Los Angeles wurde am 7. August 1932 im Los Angeles Memorial Coliseum ausgetragen. In sechs Staffeln nahmen 24 Athletinnen teil. Erstmals kamen bei Olympischen Spielen Startpistolen, elektronische Zeitnahme und Zielfotos zum Einsatz, die elektronische Zeitnahme allerdings nur inoffiziell.
Die Goldmedaille gewann die US-amerikanische Staffel mit Mary Carew, Evelyn Furtsch, Annette Rogers und Wilhelmina von Bremen in neuer Weltrekordzeit.

Silber ging zeitgleich – also ebenfalls in Weltrekordzeit – an Kanada (Mildred Fizzell, Lillian Palmer, Mary Frizzell, Hilda Strike).

Bronze gewann Großbritannien in der Besetzung Eileen Hiscock, Gwendoline Porter, Violet Webb und Nellie Halstead.

## Rekorde

### Bestehende Rekorde
| Weltrekord         | 48,4 s | Kanada (Myrtle Cook, Ethel Smith, Fanny Rosenfeld, Jane Bell) | Finale OS Amsterdam. Niederlande | 5. August 1928 |
| Olympischer Rekord | 48,4 s | Kanada (Myrtle Cook, Ethel Smith, Fanny Rosenfeld, Jane Bell) | Finale OS Amsterdam. Niederlande | 5. August 1928 |

### Rekordverbesserungen
Der bestehende Welt- und damit auch Olympiarekord wurde durch zwei Staffeln verbessert:
- 47,0 s – USA (Mary Carew, Evelyn Furtsch, Annette Rogers, Wilhelmina von Bremen), Finale am 7. August
- 47,0 s – Kanada (Mildred Fizzell, Lillian Palmer, Mary Frizzell, Hilda Strike), Finale am 7. August

## Durchführung des Wettbewerbs
Da nur sechs Mannschaften gemeldet waren, traten die Staffeln ohne Vorläufe zum Finale am 7. August an.

## Finale
| Platz | Staffel         | Besetzung                                                       | Zeit   | Anmerkung                  |
| ----- | --------------- | --------------------------------------------------------------- | ------ | -------------------------- |
| 1     | USA             | Mary Carew Evelyn Furtsch Annette Rogers Wilhelmina von Bremen  | 47,0 s | WR / elektronisch: 46,86 s |
| 2     | Kanada          | Mildred Fizzell Lillian Palmer Mary Frizzell Hilda Strike       | 47,0 s | WR                         |
| 3     | Großbritannien  | Eileen Hiscock Gwendoline Porter Violet Webb Nellie Halstead    | 47,6 s |                            |
| 4     | Niederlande     | Johanna Dalmolen Cornelia Aalten Elly du Mée Tollien Schuurman  | 47,7 s |                            |
| 5     | Japan           | Mie Muraoka Michi Nakanishi Asa Dogura Sumiko Watanabe          | 48,9 s |                            |
| 6     | Deutsches Reich | Grete Heublein Ellen Braumüller Tilly Fleischer Marie Dollinger | 50,0 s |                            |

Datum: 7. August 1932
Diese Staffel war beeindruckend, spannend und hochklassig. Die Teams aus Kanada und der USA galten als Favoriten. Mary Carew und Evelyn Furtsch brachten die US-Staffel zunächst mit zwei Metern Vorsprung nach vorne. Doch in der Zielkurve machte Mary Frizzell für Kanada ein ganz starkes Rennen und glich den Rückstand aus. Der letzte Wechsel der Kanadierinnen klappte allerdings nicht. Die 100-Meter-Olympiazweite Hilda Strike nahm mit zwei Metern Rückstand die Verfolgung der 100-Meter-Olympiadritten Wilhelmina von Bremen auf. Doch es reichte nicht mehr ganz für Kanada. Beide Staffeln waren zeitgleich und liefen mit 47,0 s neuen Weltrekord. Bronze gab es für Großbritannien. Platz vier nur knapp hinter den Britinnen ging an die Niederländerinnen. Die deutsche Staffel lief mit drei Werferinnen und nur einer echten Sprinterin und lag chancenlos und deutlich zurück.

## Video
- 1932 USA Gold Medal 4x11 Womans Relay Los Angeles Olympics, youtube.com, abgerufen am 18. September 2017